# Schefflera lorentzii
Schefflera lorentzii là một loài thực vật có hoa trong Họ Cuồng cuồng. Loài này được Harms miêu tả khoa học đầu tiên năm 1921.